# Los Angeles
Los Angeles (viết tắt LA; phát âm tiếng Anh: /lɔːs ˈændʒələs/; Tiếng Tây Ban Nha: Los Ángeles) là thành phố lớn nhất tiểu bang California và lớn thứ nhì tại Hoa Kỳ, thuộc về Quận Los Angeles. Theo Thống kê dân số năm 2000, thành phố này có 3.694.820 người. Vùng lân cận thành phố này, còn được gọi là Miền Nam California, gồm có Quận Los Angeles, Quận San Bernardino, Quận Cam, Quận Riverside và Quận Ventura, là một trong những nơi đông dân nhất Hoa Kỳ với 16 triệu người.
Thành phố được thành lập vào năm 1781 do người Tây Ban Nha tại México với tên là El Pueblo de Nuestra Señora Reina de los Ángeles de la Porciúncula ("Thị trấn của Đức Mẹ Nữ Vương của các Thiên thần của sông Porciúncula" trong tiếng Tây Ban Nha, porciúncula nghĩa là "phần nhỏ" và los Ángeles nghĩa là "những thiên thần"). Vào năm 1821 khi Mexico giành độc lập từ Tây Ban Nha, thành phố này thành một phần của nước đó. Sau Chiến tranh Hoa Kỳ–Mexico, Los Angeles lại rơi vào tay Hoa Kỳ.
Thành phố này nổi danh là một trung tâm điện ảnh. Rất nhiều minh tinh sống ở thành phố Beverly Hills lân cận, nhiều phim và chương trình truyền hình được thâu tại Hollywood, một phần của thành phố này.
Theo Điều tra Dân số Hoa Kỳ năm 2000, số người Mỹ gốc Việt ở Los Angeles là 19.747 người, chiếm 0.5% dân số toàn thành phố.

## Lịch sử
Bài chính: Lịch sử Los Angeles, California
Khu vực bờ biển Los Angeles đã được cư dân Tongva (hay Gabrieleños), Chumash, và các bộ tộc của những người Thổ dân châu Mỹ sinh sống từ hàng ngàn năm. Những người châu Âu đầu tiên đến đây năm 1592, dẫn đầu là Juan Cabrillo - một người thám hiểm Bồ Đào Nha đã tuyên bố vùng đất này cho Đế quốc Tây Ban Nha nhưng không ở lại đó. Lần có người châu Âu tiếp xúc khu vực này là 227 năm sau khi Gaspar de Portolà cùng với Franciscan padre Juan Crespi, đã đến khu vực ngày nay là Los Angeles ngày 2 tháng 8 năm 1769.
Năm 1771, Cha Junípero Serra đã cho xây Mission San Gabriel Arcágel gần Whittier Narrows ở gần Thung lũng San Gabriel ngày nay. Ngày 4 tháng 9 năm 1781, một nhóm 52 người định cư từ Tân Tây Ban Nha là hậu duệ người châu Phi đã thiết lập phái đoàn San Gabriel để lập nên khu định cư dọc theo bờ của sông Porciúncula (ngày nay là sông Los Angeles). Những người định cư này có tổ tiên là người Philippines, Ấn Độ và Tây Ban Nha, 2/3 là người lai.
Năm 1777, thống đốc mới của tiểu bang California, Felipe de Neve, giới thiệu đến phó vương Tân Tây Ban Nha rằng nơi được phát triển thành tỉnh (thị trấn). Khu vực này được đặt tên là El Pueblo de Nuestra Señora la Reina de los Ángeles del Río de Porciúncula ("Thị trấn của Đức bà Nữ hoàng của các thiên thần của sông Porciúncula"). Nó vẫn là một thị trấn nhỏ trong nhiều thập kỷ, nhưng năm 1829 dân số đã tăng lên khoảng 650, khiến nó là cộng đồng dân sự lớn nhất ở California thuộc Tây Ban Nha. Ngày nay, outline của Pueblo vẫn được gìn giữ ở một tượng đài lịch sử quen được gọi là đường Olvera, trước đây là đường Rượu, được đặt tên theo Augustin Olvera.
Tân Tây Ban Nha đã giành được độc lập khỏi Đế quốc Tây Ban Nha năm 1821 và tỉnh vẫn tiếp tục là một phần của Mexico. Sự cai trị của Mexico đã chấm dứt trong Chiến tranh Mexico-Hoa Kỳ, khi người Mỹ giành được quyền kiểm soát từ người Californio sau một loạt các cuộc chiến. Trận chiến San Pascual, Trận chiến Dominguez và sau cùng là Trận chiến Rio San Gabriel năm 1847. Hiệp ước Cahuenga được ký ngày 13 tháng 1 năm 1847, chấm dứt thu địch ở California và sau đó Hiệp ước Guadalupe Hidalgo (1848), chính phủ Mexico đã chính thức nhượng Alta California và các lãnh thổ khác cho Hoa Kỳ. Những người châu Âu và Mỹ đã củng cố sự kiểm soát thành phố sau khi họ di cư đến California trong Cơn sốt vàng California và đảm bảo sự gia nhập sau đó của California vào Hoa Kỳ năm 1850.
Đường sắt đã đến khi Công ty đường sắt Nam Thái Bình Dương (Southern Pacific Railroad) đã hoàn thành tuyến đường sắt đến Los Angeles năm 1876. Dầu mỏ được phát hiện năm 1892 và đến năm 1923, Los Angeles đã cấp ¼ lượng dầu mỏ thế giới. Một nhân tố góp phần phát triển thành phố là nước. Năm 1913, William Mulholland hoàn thành đường ống dẫn nước đảm bảo cho sự tăng trưởng của thành phố. Năm 1915, Thành phố Los Angeles bắt đầu sáp nhập thêm hàng chục cộng đồng dân cư xung quanh không tự cấp nước cho chính mình được. Một tài khoản được tiểu thuyết hóa rộng của Chiến tranh nước thung lũng Owens có thể được tìm thấy trong phim điện ảnh phố Tàu năm 1974.
Trong thập niên 1920, phim hoạt hình và ngành hàng không đã đổ xô đến Los Angeles đã giúp thành phố phát triển. Thành phố này là nơi đăng cai Thế vận hội Mùa hè 1932 chứng kiến sự phát triển của Đồi Baldwin là Làng Olympic ban đầu. Thời kỳ này cũng chứng kiến sự di dân đến của những người lưu vong từ các căng thẳng hậu chiến ở châu Âu, bao gồm những nhà quý tộc như Thomas Mann, Fritz Lang, Bertolt Brecht, Arnold Schoenberg và Lion Feuchtwanger. Chiến tranh thế giới thứ hai mang đến phát triển và thịnh vượng mới cho thành phố này, dù nhiều người Mỹ gốc Nhật bị chở đến các trại tập trung trong thời kỳ diễn ra cuộc chiến. Thời kỳ hậu chiến chứng kiến một sự bùng nổ lớn hơn khi sự lan ra của đô thị đã mở rộng đến Thung lũng San Fernando. Những cuộc bạo loạn Watts năm 1965 và "cơn giận" của Trường trung học Chicano cùng với sự tạm đình chỉ Chicano đã cho thấy sự chia rẽ chủng tộc sâu sắc hiện hữu trong thành phố này. Năm 1969, Los Angeles đã là một trong hai "nơi sinh" ra Internet khi sự truyền ARPANET được gửi từ UCLA đến SRI ở Menlo Park, California. Thế vận hội Mùa hè 1984 đã được Los Angeles đăng cai năm 1984. Thành phố lại được thử thách qua Bạo loạn Los Angeles 1992 và Trận động đất Northridge 1994 và năm 2002 sự cố gắng ly khai của Thung lũng Fernando và Hollywood đã bị thất bại trong cuộc bỏ phiếu. Sự tái phát triển và sự sang trọng hóa đô thị đã diễn ra ở nhiều nơi trong thành phố, đặc biệt là trung tâm.

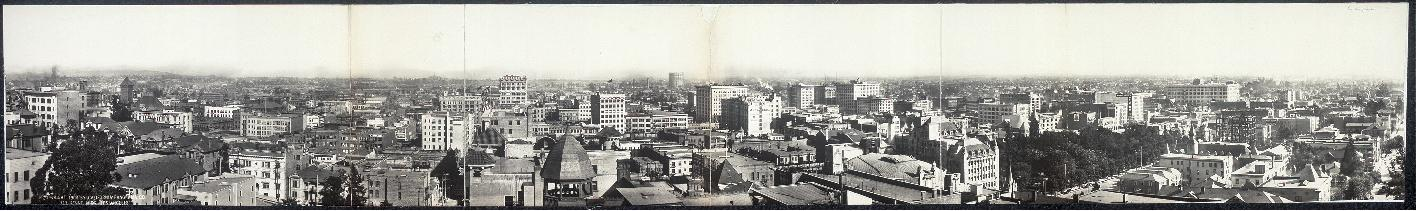
Los Angeles năm 1908.

## Địa lý

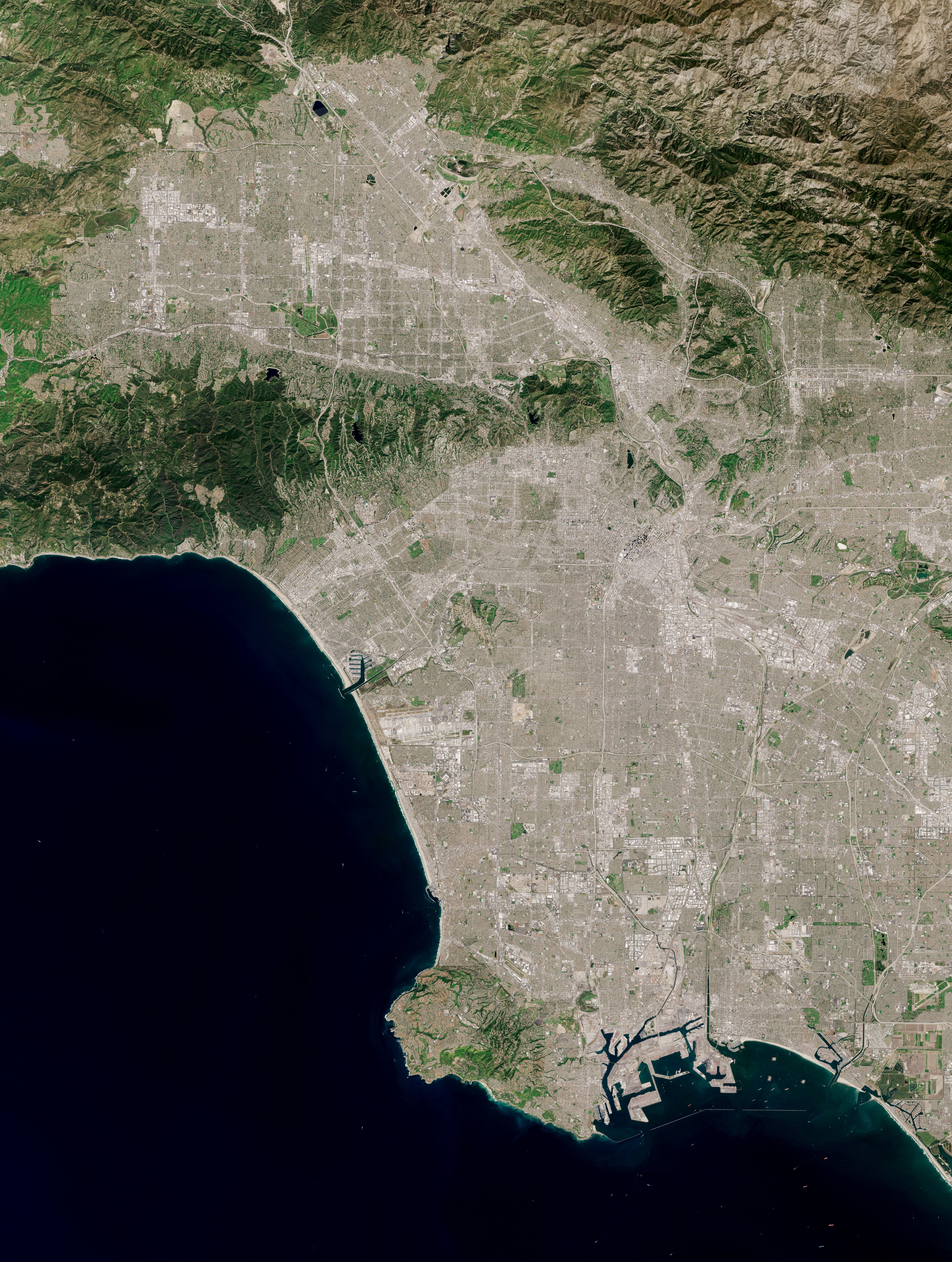
Ảnh chụp vệ tinh của Los Angerles.

Theo Cục Điều tra Dân số Hoa Kỳ, thành phố có tổng diện tích 498,3 dặm vuông (1.290,6 km²), 469,1 dặm vuông (1.214.9 km²) là diện tích đất và 29,2 dặm vuông (75,7 km²) là diện tích mặt nước, diện tích mặt nước chiếm 5,86%.
Khoảng các cực bắc và cực nam là 44 dặm (71 km), khoảng các giữa cực đông-tây là 29 dặm (47 km), và chiều dài của biên giới thành phố là 342 dặm (550 km). Diện tích đất lớn thứ 9 trong các thành phố của Hoa Kỳ lục địa. Điểm cao nhất của Los Angeles là Đỉnh Sister Elsie (5.080 feet) thuộc phía xa về phía Tây Bắc của Thung Lũng San Fernando thuộc một phần của rặng núi Lukens. Sông Los Angeles là một con sông phần lớn là theo mùa chảy xuyên qua thành phố có thượng nguồn ở Thung lũng San Fernando. Suốt chiều dài của sông hoàn toàn bị kè bằng bê tông. Vùng Los Angeles khá phong phú về các loài thực vật bản địa. Với những bãi biển, đụn cát, vùng đất ngập nước, đồi, núi và sông, khu vực này chứa đựng một số quần cư sinh vật quan trọng. Khu vực rộng nhất là thảm thực vật bụi cây xô thơm ven biển bao bọc các sườn đồi ở chaparral dễ bắt lửa. Các loại cây bản địa bao gồm: cây thuốc phiện California, cây thuốc phiện matilija, toyon, cây sồi bờ biển, cỏ lúa mạch đen hoang dã khổng lồ, và hàng trăm loại khác. Thật không may, nhiều loài cây bản địa quá hiếm và có nguy cơ tuyệt chủng như hoa hướng dương Los Angeles,...
Có nhiều loài hoa lạ và những cây có hoa nở hoa quanh năm với màu sắc huyền ảo và đa dạng,...

### Địa chất

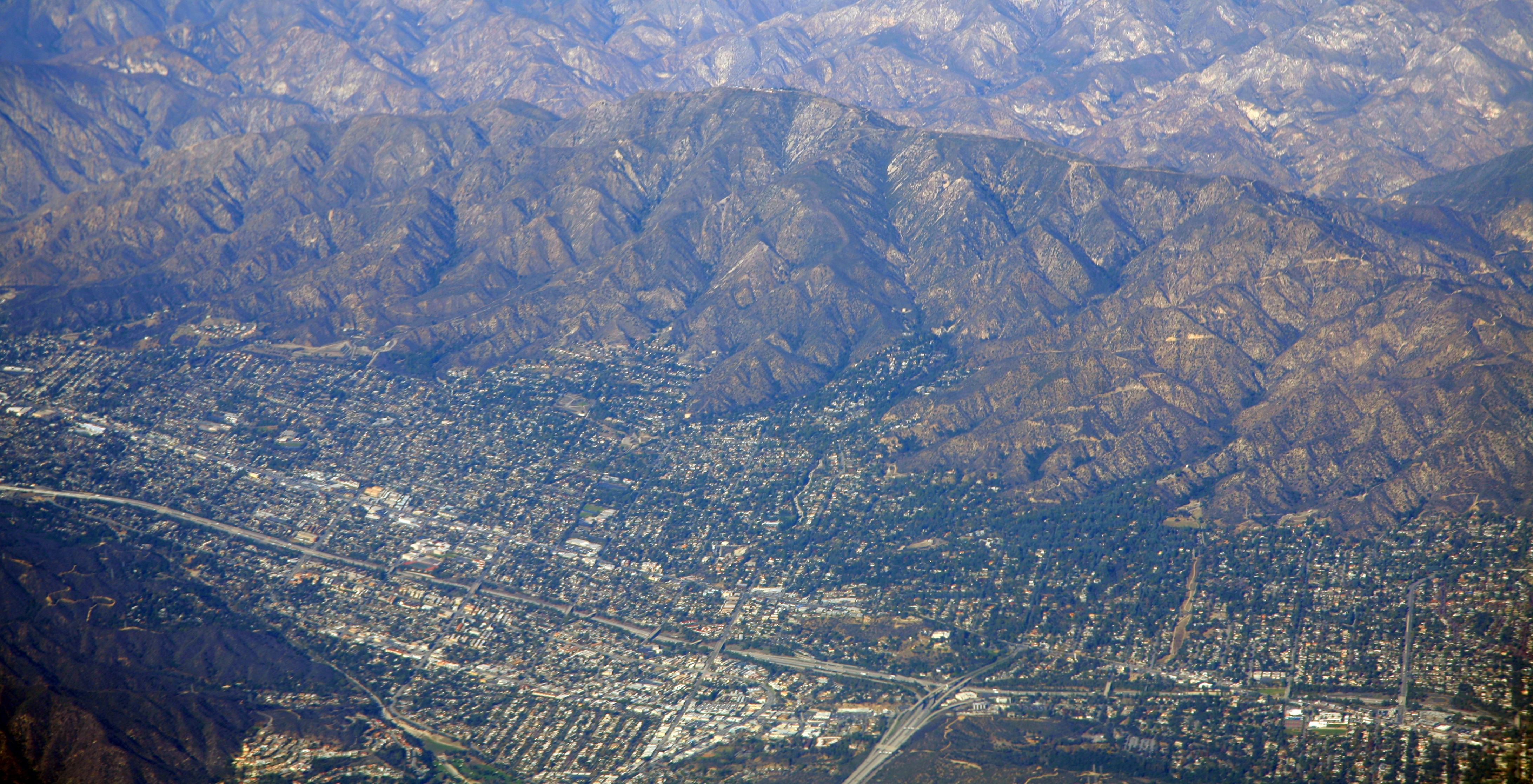
Đỉnh Lukens thuộc dãy núi San Gabriel, điểm cao nhất của thành phố Los Angerles.

Los Angeles chịu động đất do gần đường đứt gãy San Andreas, cũng như các rãnh đứt nhỏ hơn San Jacinto và Banning. Trận động đất lớn gần đây nhất là Trận động đất Northridge 1994, có tâm chấn ở phía Bắc Thung lũng San Fernando. Chưa đến 2 năm sau các vụ bạo loạn 1992, Trận động đất Northridge đã là một cú sốc lớn cho dân Nam California và gây thiệt hại vật chất lên đến hàng tỷ dollar Mỹ. Các trận động đất khác ở khu vực Los Angeles bao gồm Trận động đất Whittier Narrows 1987, Trận động đất Sylmar 1971, và Trận động đất Long Beach 1993. Tuy nhiên, phần lớn các trận động đất là khá nhỏ. Nhiều khu vực ở Los Angeles trải qua từ một đến hai trận động đất nhỏ mỗi năm nhưng không có thiệt hại. Các dư chấn rất khó cảm nhận mà chỉ thông qua máy đo địa chấn được ghi nhận hàng ngày. Nhiều phần của thành phố cũng dễ bị ảnh hưởng bởi sóng thần Thái Bình Dương; các khu vực bến cảng đã từng bị hư hại bởi các đợt sóng từ Trận động đất Đại Chile năm 1960.

### Cảnh quan thành phố
Thành phố ban đầu được chia ra nhiều khu dân cư, nhiều trong số đó đã bị sáp nhập khi thành phố ngày càng được mở rộng. Cũng có nhiều thành phố độc lập bên trong và xung quanh Los Angeles, nhưng các thành phố này thường được xếp nhóm vào thành phố Los Angeles, do Los Angeles nuốt chửng hoặc nằm bên trong vùng lân cận của nó.
Nói chung, thành phố được chia ra các khu vực sau: Trung tâm L.A., Đông L.A., Nam Los Angeles, Khu vực Cảng, Hollywood, Wilshire, Westside, và San Fernando và các thung lũng Crescenta.
Một vài cộng đồng của Los Angeles bao gồm Bãi biển Venice...

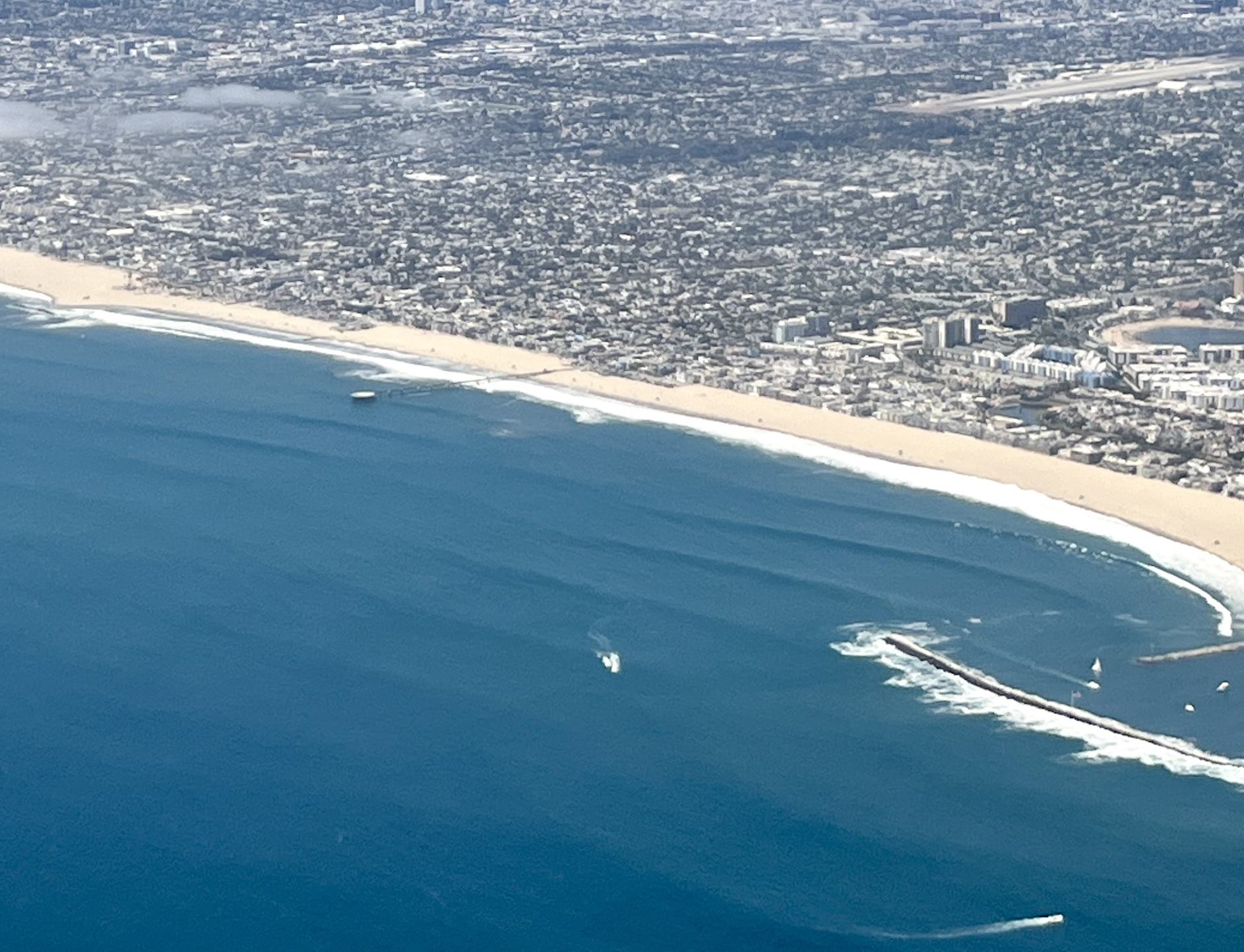
Bãi biển Venice
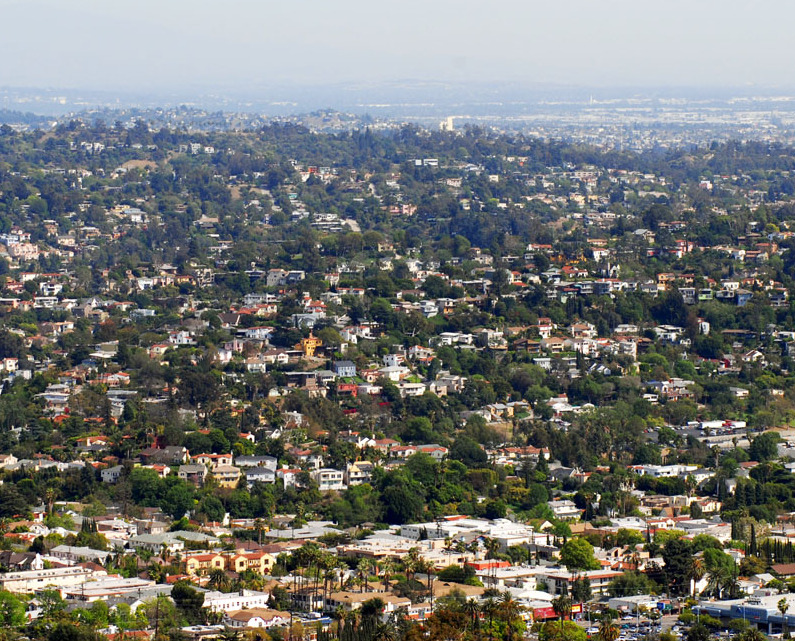
Silver Lake
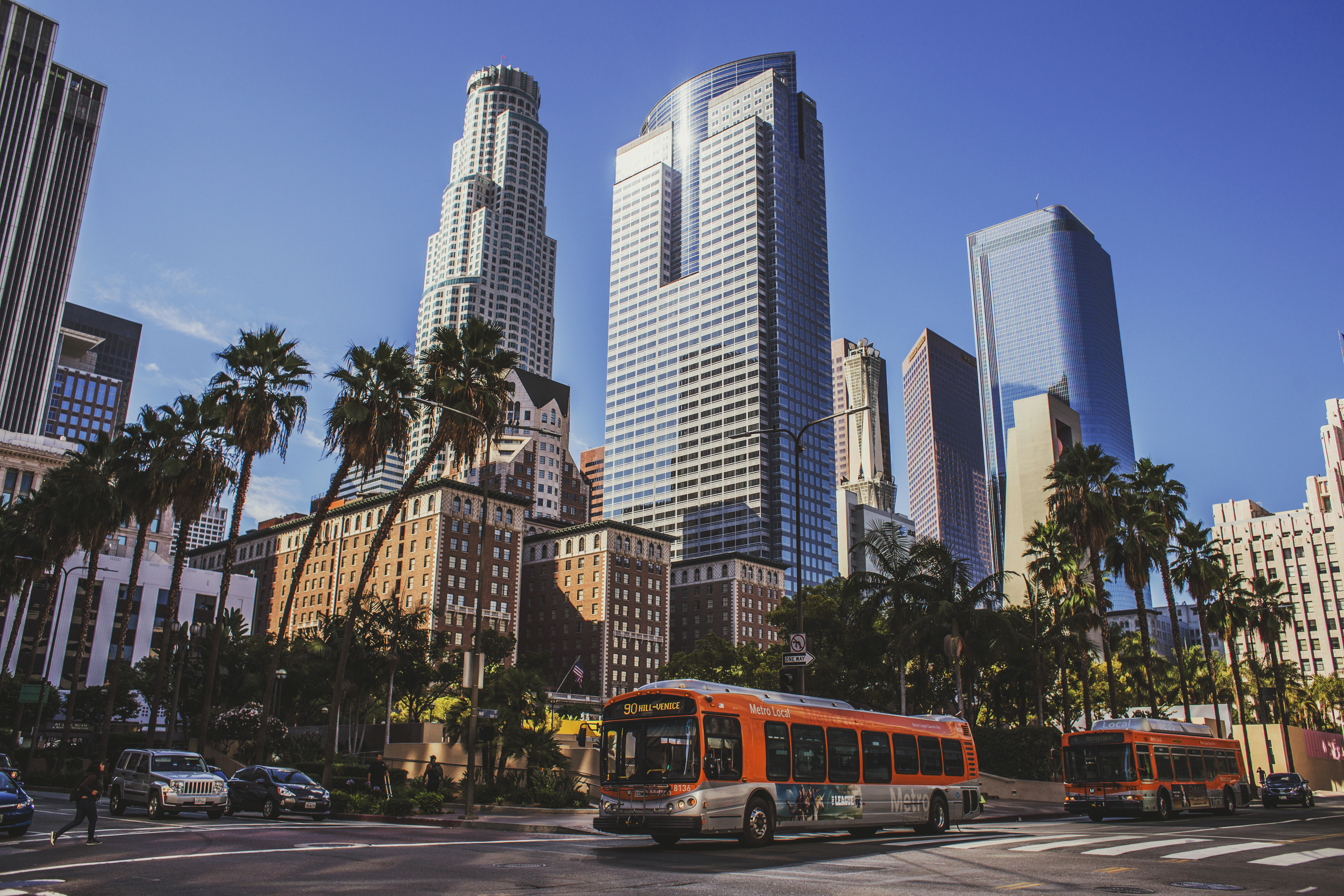
Khu Tài chính
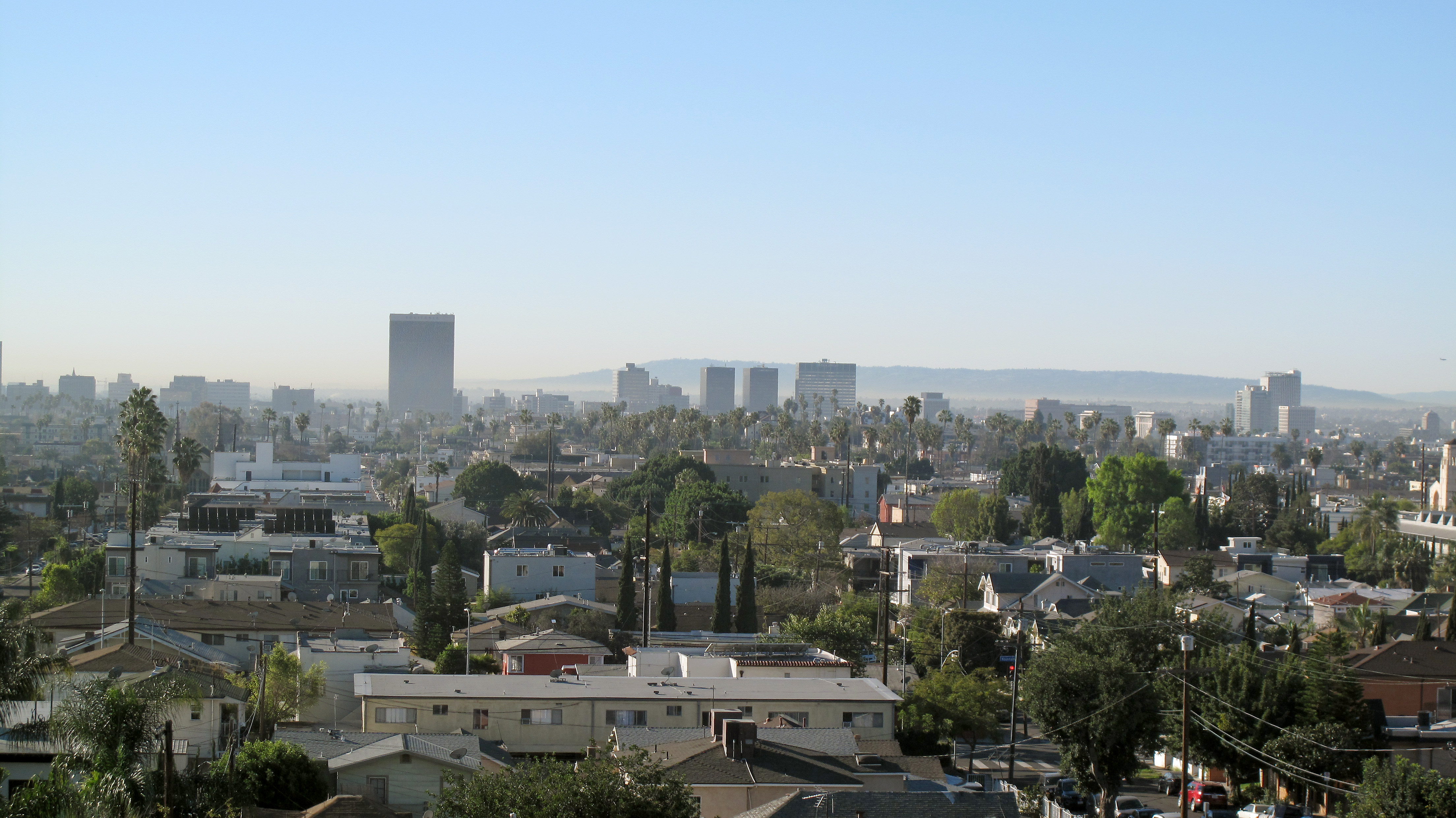
East Hollywood
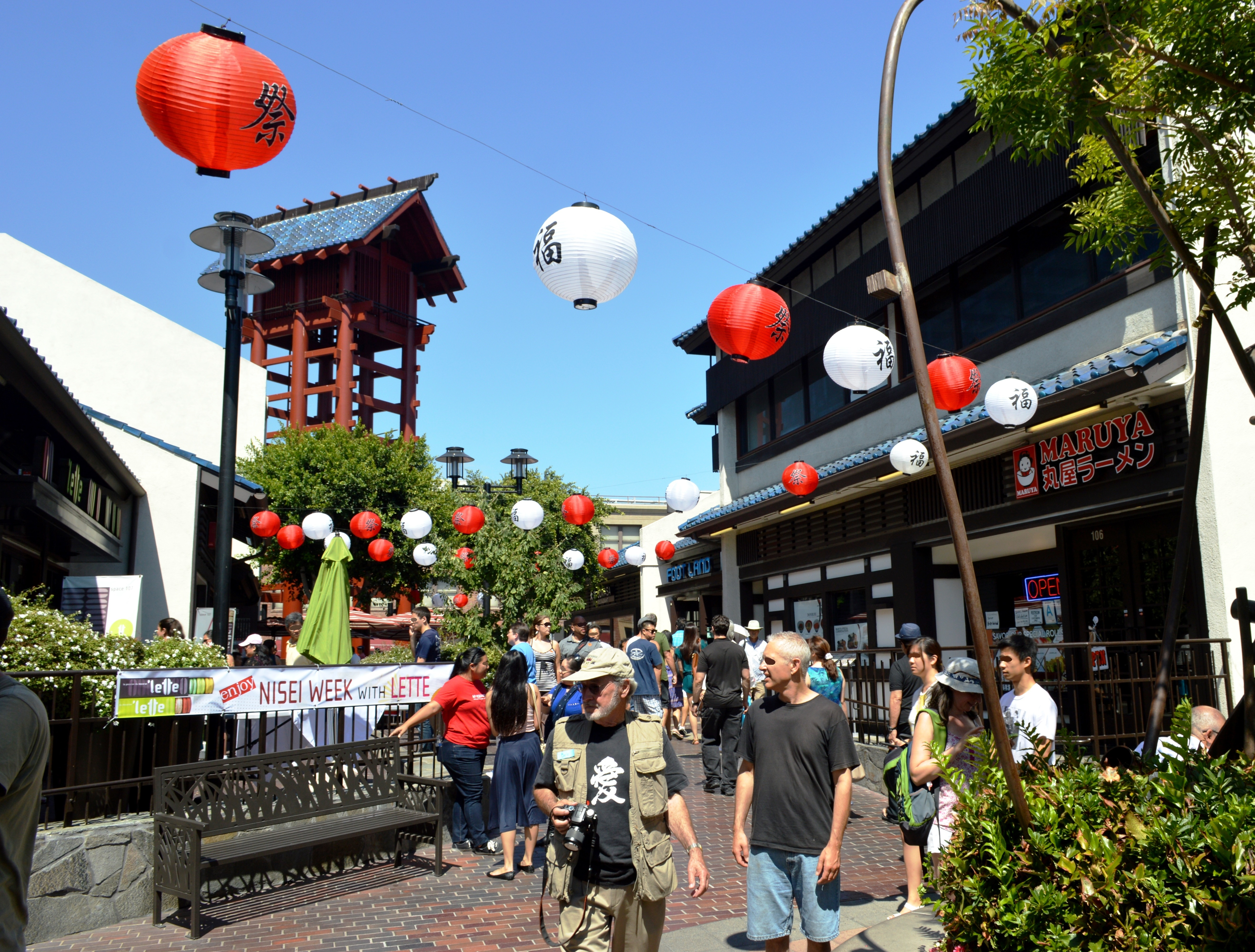
Little Tokyo
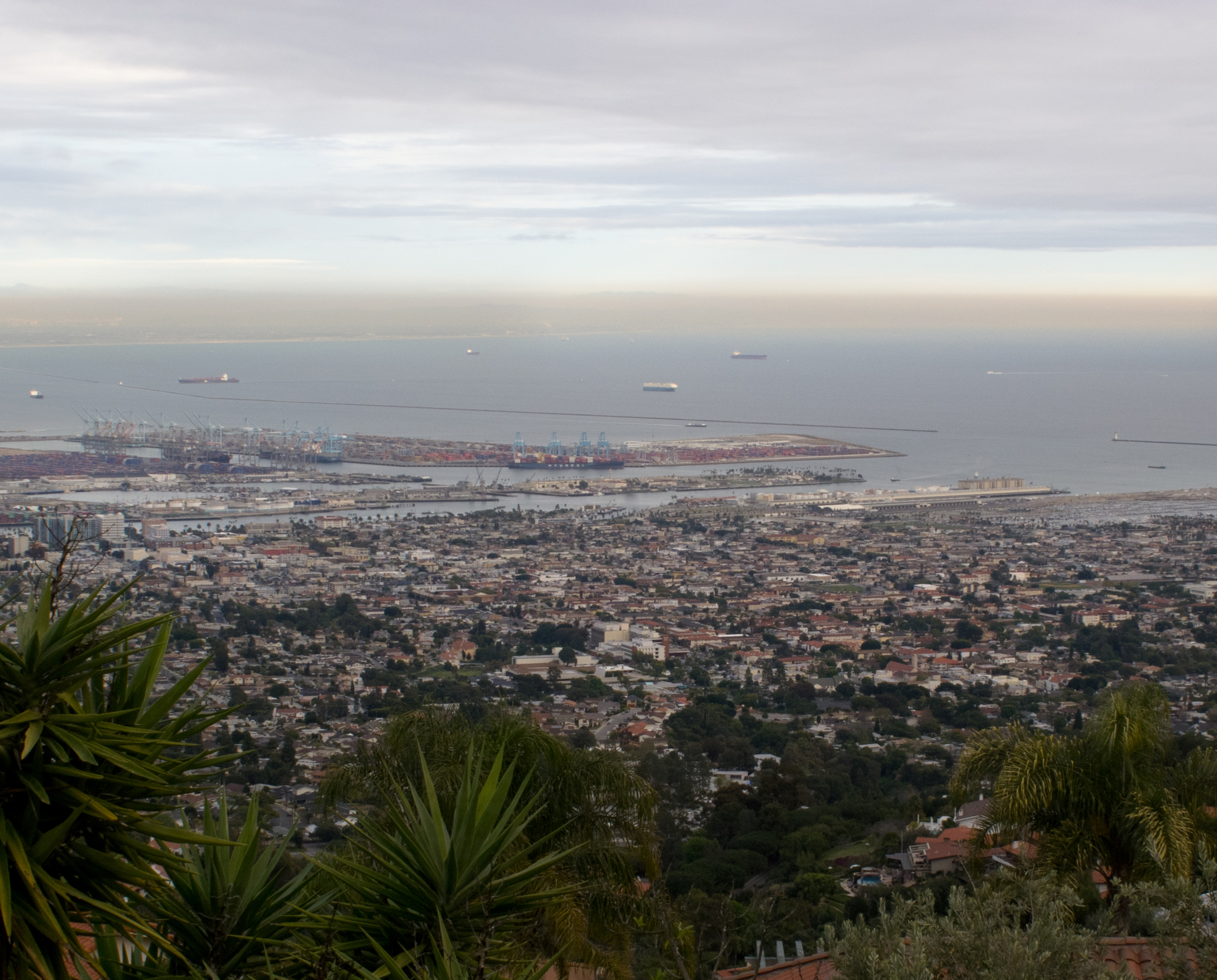
San Pedro

### Khí hậu
| Dữ liệu khí hậu của Los Angeles (1981−2010) | Dữ liệu khí hậu của Los Angeles (1981−2010) | Dữ liệu khí hậu của Los Angeles (1981−2010) | Dữ liệu khí hậu của Los Angeles (1981−2010) | Dữ liệu khí hậu của Los Angeles (1981−2010) | Dữ liệu khí hậu của Los Angeles (1981−2010) | Dữ liệu khí hậu của Los Angeles (1981−2010) | Dữ liệu khí hậu của Los Angeles (1981−2010) | Dữ liệu khí hậu của Los Angeles (1981−2010) | Dữ liệu khí hậu của Los Angeles (1981−2010) | Dữ liệu khí hậu của Los Angeles (1981−2010) | Dữ liệu khí hậu của Los Angeles (1981−2010) | Dữ liệu khí hậu của Los Angeles (1981−2010) | Dữ liệu khí hậu của Los Angeles (1981−2010) |
| Tháng                                       | 1                                           | 2                                           | 3                                           | 4                                           | 5                                           | 6                                           | 7                                           | 8                                           | 9                                           | 10                                          | 11                                          | 12                                          | Năm                                         |
| ------------------------------------------- | ------------------------------------------- | ------------------------------------------- | ------------------------------------------- | ------------------------------------------- | ------------------------------------------- | ------------------------------------------- | ------------------------------------------- | ------------------------------------------- | ------------------------------------------- | ------------------------------------------- | ------------------------------------------- | ------------------------------------------- | ------------------------------------------- |
| Cao kỉ lục °F (°C)                          | 95 (35)                                     | 95 (35)                                     | 99 (37)                                     | 106 (41)                                    | 102 (39)                                    | 111 (44)                                    | 109 (43)                                    | 106 (41)                                    | 113 (45)                                    | 108 (42)                                    | 100 (38)                                    | 91 (33)                                     | 113 (45)                                    |
| Trung bình ngày tối đa °F (°C)              | 68.2 (20.1)                                 | 68.5 (20.3)                                 | 70.2 (21.2)                                 | 72.7 (22.6)                                 | 74.5 (23.6)                                 | 78.1 (25.6)                                 | 83.1 (28.4)                                 | 84.4 (29.1)                                 | 83.1 (28.4)                                 | 78.4 (25.8)                                 | 72.9 (22.7)                                 | 67.6 (19.8)                                 | 75.2 (24.0)                                 |
| Tối thiểu trung bình ngày °F (°C)           | 47.8 (8.8)                                  | 49.3 (9.6)                                  | 51.1 (10.6)                                 | 53.4 (11.9)                                 | 57.0 (13.9)                                 | 60.3 (15.7)                                 | 63.7 (17.6)                                 | 64.0 (17.8)                                 | 63.1 (17.3)                                 | 58.6 (14.8)                                 | 52.0 (11.1)                                 | 47.5 (8.6)                                  | 55.8 (13.2)                                 |
| Thấp kỉ lục °F (°C)                         | 28 (−2)                                     | 28 (−2)                                     | 30 (−1)                                     | 36 (2)                                      | 39 (4)                                      | 46 (8)                                      | 48 (9)                                      | 48 (9)                                      | 45 (7)                                      | 39 (4)                                      | 34 (1)                                      | 30 (−1)                                     | 28 (−2)                                     |
| Lượng Giáng thủy trung bình inches (mm)     | 3.12 (79.2)                                 | 3.80 (96.5)                                 | 2.43 (61.7)                                 | 0.91 (23.1)                                 | 0.26 (6.6)                                  | 0.09 (2.3)                                  | 0.01 (0.3)                                  | 0.04 (1.0)                                  | 0.24 (6.1)                                  | 0.66 (16.8)                                 | 1.04 (26.4)                                 | 2.33 (59.2)                                 | 14.93 (379.2)                               |
| Số ngày giáng thủy trung bình (≥ 0.25 cm)   | 6.1                                         | 6.4                                         | 5.5                                         | 3.2                                         | 1.3                                         | 0.6                                         | 0.3                                         | 0.3                                         | 1.0                                         | 2.5                                         | 3.3                                         | 5.2                                         | 35.7                                        |
| Số giờ nắng trung bình tháng                | 225.3                                       | 222.5                                       | 267.0                                       | 303.5                                       | 276.2                                       | 275.8                                       | 364.1                                       | 349.5                                       | 278.5                                       | 255.1                                       | 217.3                                       | 219.4                                       | 3.254,2                                     |
| Nguồn: NOAA (sun 1961–1990)                 |                                             |                                             |                                             |                                             |                                             |                                             |                                             |                                             |                                             |                                             |                                             |                                             |                                             |

### Các vấn đề môi trường

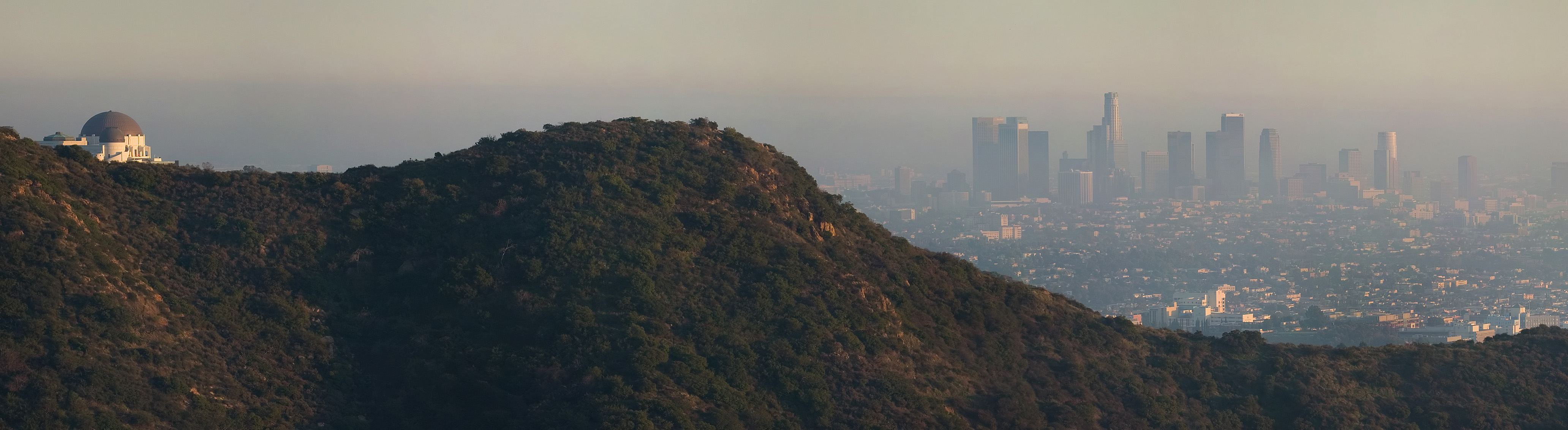
Các ngọn đồi của Công viên Griffith với sương khói và khu buôn bán L.A. phía sau

Do vị trí địa lý, Los Angeles nhạy cảm với đảo ngược khí quyển, ô tô là phương tiện chính và cộng với phức hợp cảng L.A./Long Beach, thành phố chịu ô nhiễm không khí dưới dạng khói mù. Lòng chảo Los Angeles và Thung lũng San Fernando giữ lại khói của xe ô tô, xe tải chạy diesel, tàu thủy, và các động cơ đầu máy xe lửa cũng như công nghiệp chế tạo và các nguồn khác. Ngoài ra, nước ngầm đang bị đe dọa gia tăng bởi MTBE từ các trạm xăng và perchlorat từ nhiên liệu rocket. Không như các thành phố khác nhờ mưa để rửa sạch khói mù, Los Angeles chỉ nhận được 15 inches (380 mm) mưa mỗi năm, do đó khói mù có thể tích tụ tăng lên liên tục mỗi ngày. Điều này đã khiến cho bang California tìm kiếm các loại xe cộ có chất thải ít. Nhờ đó, mức ô nhiễm đã giảm trong những thập kỷ gần đây..

## Dân cư
Theo thống kê của 2006–2008 American Community Survey, top 10 nhóm dân có nguồn gốc châu Âu là:
- Đức: 4.5% (170,483)
- Ireland: 3.9% (146,658)
- Anh: 3.5% (129,684)
- Ý: 2.8% (100,145)
- Nga: 2.6% (98,737)
- Ba Lan: 1.6% (59,774)
- Pháp: 1.2% (45,127)
- Scotland: 0.8% (28,931)
- Thuỵ Điển: 0.6% (23,227)
- Scotland-Ireland: 0.6% (22,651)

Nguồn:
Số liệu thống kê từ U.S. Census Bureau cho biết số dân của thành phố là 3,833,995. California Department of Finance thống kê dân số là 4,094,764 vào ngày 1, tháng 1 năm 2009.

## Kinh tế

Phân bố lao động theo tỷ lệ trong các ngành công nghiệp ở Los Angeles, năm 2015.

Nền kinh tế của Los Angeles được thúc đẩy bởi thương mại quốc tế, truyền hình giải trí, điện ảnh, công nghệ âm nhạc, không gian, công nghệ, dầu khí, thời trang, trang sức, du lịch. Los Angeles cũng là trung tâm chế tạo lớn nhất Hoa Kỳ. Các Cảng Los Angeles và cảng Long Beach cùng nhau tạo thành cảng quan trọng ở Bắc Mỹ và là một trong những cảng quan trọng của thế giới và có vai trò quan trọng đối với thương mại trong Vành đai Thái Bình Dương. Các ngành quan trọng khác bao gồm truyền thông, tài chính, viễn thông, luật, y tế, vận tải.
Trong nhiều năm, cho đến giữa thập niên 1990, Los Angeles là nơi đóng trụ sở của nhiều định chế tài chính ở miền Tây nước Mỹ, bao gồm First Interstate Bank, đã được sáp nhập với Wells-Fargo năm 1996, Great Western Bank, đã sáp nhập với Washington Mutual năm 1998, và Security Pacific National Bank, đã sáp nhập với Bank of America năm 1992. Los Angeles cũng là nơi đóng trụ sở của Sở giao dịch chứng khoán Pacific cho đến khi ngưng hoạt động năm 2001.
Vùng đô thị Los Angeles có tổng sản phẩm vùng đô thị 1000 tỷ USD năm 2017, là vùng đô thị kinh tế lớn thứ 3 thế giới, sau các vùng đô thị Tokyo và New York. Los Angeles được xếp hạng là "thành phố toàn cầu alpha" theo một nghiên cứu năm 2012 bởi một nhóm tại Đại học Loughborough.
Thành phố này là nơi đóng trụ sở của 3 công ty nằm trong Fortune 500 bao gồm nhà thầu không gian Northrop Grumman, công ty năng lượng Occidental Petroleum Corporation, và công ty xây nhà ở KB Home. Đại học Nam California (USC) là đơn vị tư nhân thuê nhân công lớn nhất thành phố.
Các công ty đóng trụ sở ở Los Angeles bao gồm Twentieth Century Fox, Latham & Watkins, Univision, Metro Interactive, LLC, Premier America, CB Richard Ellis, Gibson, Dunn & Crutcher LLP, Guess?, O'Melveny & Myers LLP, Paul, Hastings, Janofsky & Walker LLP, Tokyopop, The Jim Henson Company, Paramount Pictures, Robinsons-May, Sunkist, Fox Sports Net, Health Net, Inc., 21st Century Insurance, L.E.K. Consulting, và The Coffee Bean & Tea Leaf.

Downtown Los Angerles, khu vực kinh doanh trung tâm của thành phố Los Angerles.

Vùng đô thị có trụ sở của nhiều công ty khác, nhiều trong số đó muốn rời khỏi thành phố để tránh thuế má cao. Ví dụ, Los Angeles đánh thuế tổng cộng trên phần trăm doanh thu kinh doanh, trong khi các thành phố xung quanh chỉ đánh một mức tỷ lệ cố định nhỏ. Do đó các công ty gần thành phố này tránh được thuế cao. Một vào công ty đóng ở Hạt Los Angeles là Shakey's Pizza (Alhambra), Academy of Motion Picture Arts and Sciences (Beverly Hills), City National Bank (Beverly Hills), Hilton Hotels (Beverly Hills), DiC Entertainment (Burbank), The Walt Disney Company (Fortune 500 – Burbank), Warner Bros. (Burbank), Countrywide Financial Corporation (Fortune 500 – Calabasas), THQ (Calabasas), Belkin (Compton), Sony Pictures Entertainment (parent of Columbia Pictures, located in Culver City), Computer Sciences Corporation (Fortune 500 – El Segundo), DirecTV (El Segundo), Mattel (Fortune 500 – El Segundo), Unocal (Fortune 500 – El Segundo), DreamWorks SKG (Glendale), Sea Launch (Long Beach), ICANN (Marina Del Rey), Cunard Line (Santa Clarita), Princess Cruises (Santa Clarita), Activision (Santa Monica), và RAND (Santa Monica).

## Du lịch
Thành phố này có biệt danh là Thành phố của các Thiên thần. Los Angeles là trung tâm kinh doanh, thương mại quốc tế, giải trí, văn hóa, truyền thông, thời trang, khoa học, thể thao, công nghệ và giáo dục. Los Angeles là cơ sở của Hollywood nên thành phố được mệnh danh là "Thủ đô giải trí thế giới", thành phố này có nhiều nhân vật nổi tiếng trên thế giới.

## Các trường đại học và cao đẳng

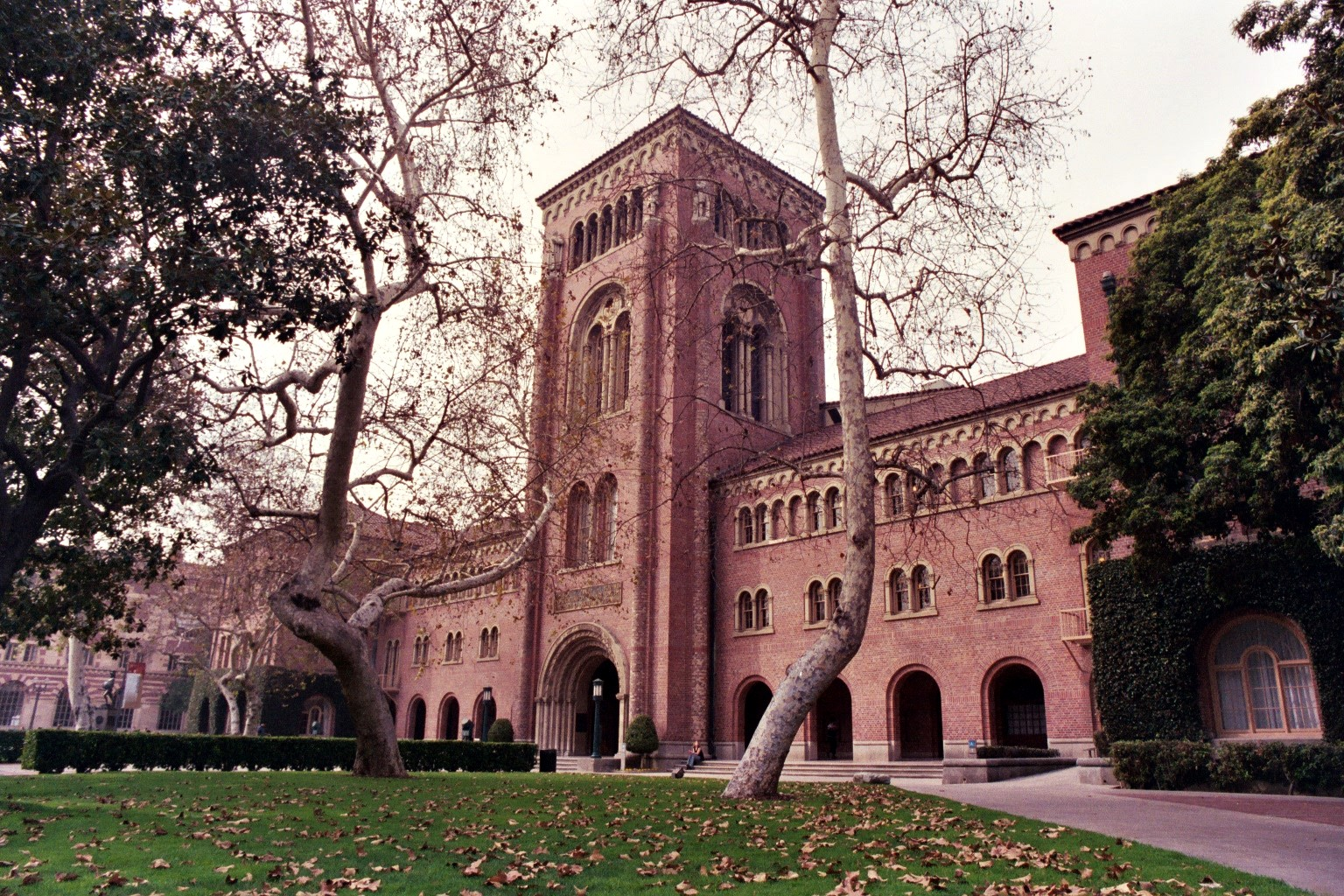
Đại học Nam California
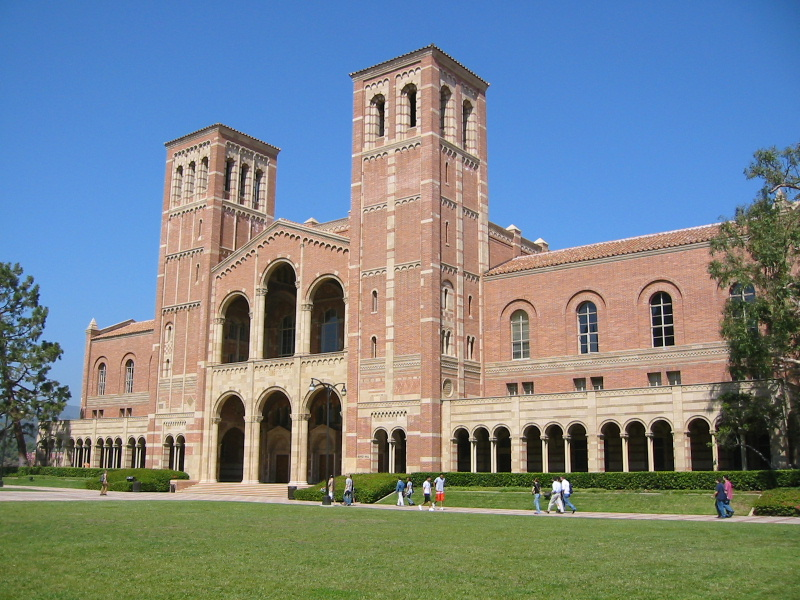
Đại học California tại Los Angeles

Có nhiều trường đại học và cao đẳng công ở thành phố này, bao gồm Đại học California tại Los Angeles, Đại học Tiểu bang California, Los Angeles, và Đại học Tiểu bang California, Northridge. Các trường đại học công gần Los Angeles bao gồm: Đại học Tiểu bang California, Long Beach, Đại học Tiểu bang California, Dominguez Hills và Bách khoa Cali Pomona.

## Các thành phố kết nghĩa
Los Angeles có 25 thành phố kết nghĩa, được liệt kê theo thứ tự thời gian theo năm đã tham gia:
- Eilat, Israel (1959)
- Nagoya, Nhật Bản (1959)
- Salvador, Brazil (1962)
- Bordeaux, Pháp (1964)[12][13]
- Berlin, Đức (1967)[14]
- Lusaka, Zambia (1968)
- Thành phố Mexico, Mexico (1969)
- Auckland, New Zealand (1971)
- Busan, Hàn Quốc (1971)
- Mumbai, Ấn Độ (1972)
- Tehran, Iran (1972)
- Đài Bắc, Đài Loan (1979)
- Quảng Châu, Trung Quốc (1981)[15]
- Athens, Hy Lạp (1984)
- Saint Petersburg, Nga (1984)
- Vancouver, Canada (1986)[16]
- Giza, Ai Cập (1989)
- Jakarta, Indonesia (1990)
- Kaunas, Litva (1991)
- Makati, Philippines (1992)
- Split, Croatia (1993)[17]
- San Salvador, El Salvador (2005)
- Beirut, Liban (2006)
- Ischia, Campania, Ý (2006)
- Yerevan, Armenia (2007)[18]